# Viborg Idrætshøjskole
Viborg Idrætshøjskole er en folkehøjskole grundlagt i 1951 i Viborg, oprindeligt under navnet Gymnastikhøjskolen ved Viborg. I 1997 skiftede højskolen navn til Gymnastik og Idrætshøjskolen ved Viborg og i 2019 til det nuværende navn, Viborg Idrætshøjskole.
Som navnet angiver har højskolen fra begyndelsen haft fokus på gymnastik. Og i mange år har Idrætshøjskolen i Viborg haft status som hele Jyllands gymnastikhøjskole. Med årene har betegnelsen gymnastik ændret karakter. Flere sportsgrene er blevet udbredt, og netop bredden i idrætsfagene er den primære årsag til, at højskolen valgte at skifte navn til Gymnastik og Idrætshøjskolen ved Viborg.

## Fundamentet på Viborg Idrætshøjskole
Demokrati og lederuddannelse er højskolens grundsten. Historisk har højskolen uddannet elever til ledere og instruktører til frivilligt foreningsarbejde – i de første 20 år inden for gymnastik og i dag også inden for sportsgrene som volley, håndbold, fitness og springgymnastik.
Ud over idrætslederuddannelser har højskolen fokus på at holde demokratiet i hævd i form af foredrag og diskussioner om aktuelle og samfundsmæssige emner.

## Fagudbud på højskolen
Fra begyndelsen var højskolen kønsopdelt, således at sommeren var sæson for piger, mens vinteren var sæson for drenge, hvor landbruget ikke krævede så meget arbejde. Indtil 1960 fortsatte denne kønsopdeling. Siden har højskolens elevhold altid været en blanding af både piger og drenge – både om foråret og om efteråret, som er højskolens to sæsoner for de længerevarende kurser.
Fagudbuddet har varieret gennem tiderne, hvor gymnastik i de første mange år var gennemgående for meget af undervisningen. Sidenhen er udbuddet af fag blevet bredere og flere fag er kommet til – men hele tiden med sport og idræt i fokus. Fagene varierer i dag fra sæson til sæson, hvor hovedoverskrifterne er: Friluftsliv, fitness, kajak, volley, OCR, styrketræning, boldspil, dykning, naturfag, dans og rytmiskgymnastik - og meget mere.
Politilinjen, er en linje der kører sideløbende med idrætslinjen, hvor politieleverne, har ca. 4-5 timer ugentligt, hvor der er fuld fokus på Politi-teori og politi-træning. 
Foruden idrætsfag udbydes også en lang række valgfag, så som uddannelesesfag og håndensfag, der tæller alt fra kreativitet med ler, træ, garn mm. til kroppens fysiologi og psykologi samt sundhed.

## Familiehøjskole
Om sommeren fungerer Viborg Idrætshøjskole også som familiehøjskole. Idrætsudbuddet omfatter bl.a. bold og spil, adventure, fitness, MTB og kajak.

## Forstandere
- Troels Rasmussen - Forstander
- Morten Gram - Viceforstander